# Esto me suena
Esto me suena es un programa de radio español, dirigido y presentado por el Ciudadano García que se emite en Radio Nacional de España los sábados de 15:00 a 16:00. 
Anteriormente lo hizo de lunes a viernes de 15:00 a 19:00 desde la temporada 2013/14. La temporada 2017/2018 se emitió de lunes a viernes de 15:05 a 18:00. En la vuelta del programa a las tardes de Radio Nacional de España, temporada 2023/24, se emite los sábados de 15:00 a 16:00.

## Trayectoria
2008: Se estrena el programa que no llega a media hora de duración y con el espíritu de recopilar los sonidos del día en RNE comentándolos con humor. En el equipo, junto con el director y presentador Ciudadano García, está Sergio Martín y muy poco después Marta Pérez.
2009/2010 hasta 2011/2012: Aumenta la duración del programa y cambia su horario para emitirse de 15:00 a 16:00, sustituyendo al programa La vuelta al mundo en 80 libros, el cual sustituyó a Cuatro Gatos, que sustituyó a Clásicos populares.
2012/2013 Cambian de horario para emitirse de 5:00 a 6:00.
2013/2014 a 2016/2017 aumentan la duración del programa a cuatro horas y cambian de horario para emitirse de 15:00 a 19:00. Se le añade un subtítulo quedando como "Esto me suena. Las tardes del ciudadano García".
2017/2018 reducen la duración a tres horas, de 15:00 a 18:00 con la misma estructura y el mismo equipo, pero reorganizando las secciones.
Durante las temporadas veraniegas cambian el formato a dos horas de programa con secciones nuevas tanto del equipo como de los colaboradores y oyentes. En 2014 (16:00 a 18:00) y 2015 (15:00 a 17:00) presentado por David Sierra. El tono del programa se vuelve más distendido pero a cambio potencia las secciones de divulgación científica. En agosto de 2016, de 16:00 a 18:00 fue presentado por Marta Pérez, el 17 de julio de 2017 pasan a dos horas manteniendo la estructura y a finales de julio "descansan" los colaboradores habituales y se hace con la conducción del programa David Sierra. Esta estructura se repite todos los veranos. Durante la temporada veraniega 2019 la principal novedad es que mantiene la duración de tres horas e incluye una sección diaria llamada Espacio Naukas en colaboración con la plataforma del mismo nombre. 
El 7 de junio de 2019 emiten el programa desde el Teatro Monumental de Madrid para celebrar la inminente llegada del programa número 2500.
El 10 de junio de 2019 emiten el programa número 2500. 
El 16 de julio de 2019 se anuncia su no renovación para la temporada 2019/2020  
El 30 de agosto de 2019 emiten su último programa con un especial "Mejores momentos" en los que aparecen la mayoría de los miembros del equipo y los colaboradores.
A partir del 7 de septiembre de 2019 se emite los sábados y los domingos de 13:00 a 13:30 con el nombre de "Esto me suena... a pueblo".
En la presentación de la temporada 2021/2022 se anuncia que el programa regresa de la mano del Ciudadano García los sábados y domingos de 15:05 a 16:00.

## Audiencia
- EGM - 2013 tercera ola: 245.000 oyentes diarios,[3] casi duplicando al programa que ocupaba el mismo horario en la temporada anterior.

- EGM - 2014 primera ola: 308.000 oyentes,[4] lo que representa un 25% más que la oleada anterior y más del doble que el programa que ocupaba el mismo horario la temporada anterior.

- EGM - 2014 segunda ola: 249.000 oyentes,[5] descendiendo cerca de un 20% de oyentes diarios.

- EGM - 2014 tercera ola: 365.000 oyentes,[6] aumentando en casi un 40% el número de oyentes.

- EGM - 2015 primera ola: 307.000 oyentes,[7] siendo una bajada  del 10%.

- EGM - 2015 segunda ola: 361.000 oyentes,[8] subiendo en más del 15%.

- EGM - 2015 tercera ola: 356.000 oyentes,[9] significando una leve subida del 1%

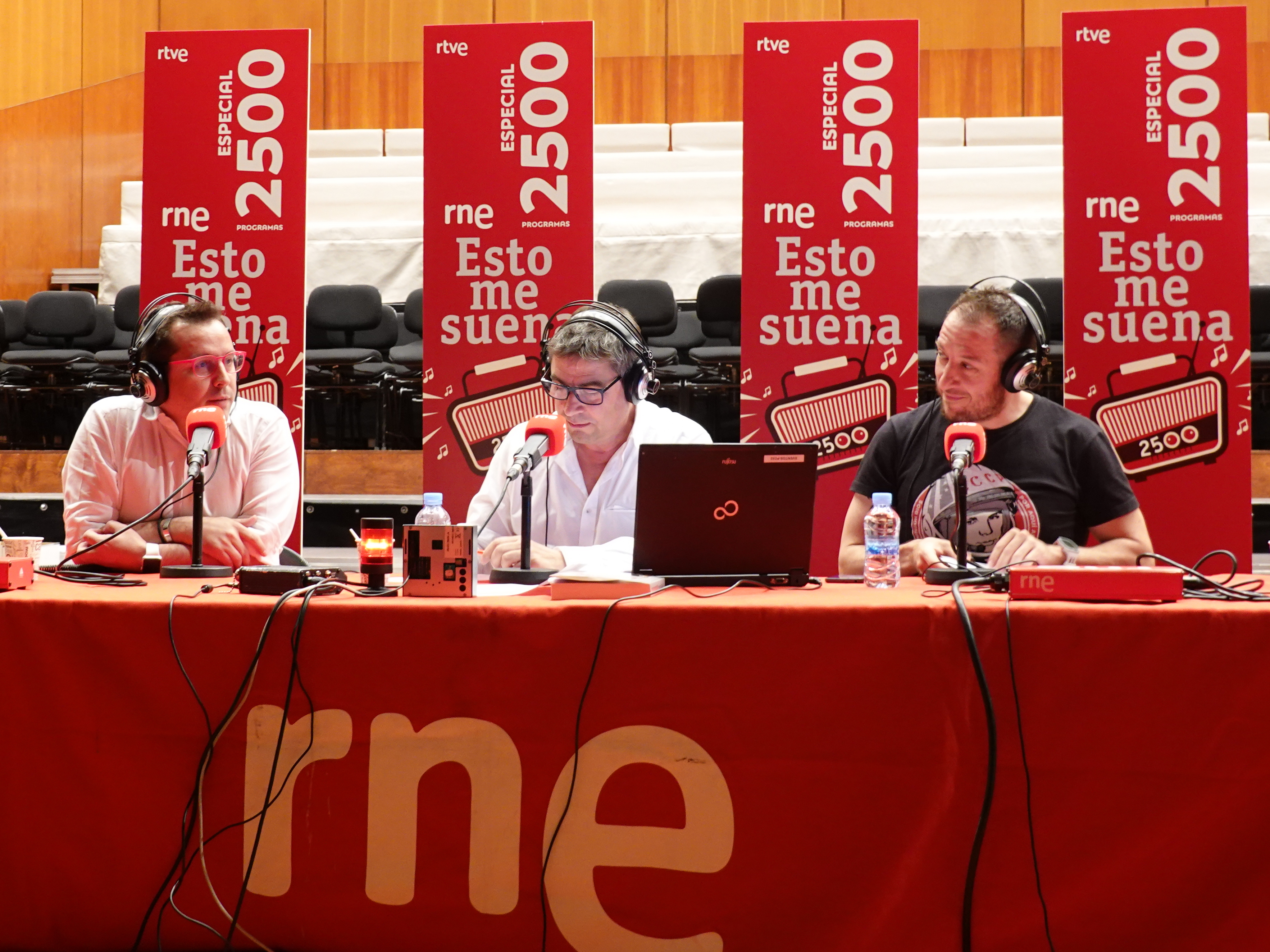
Celebración del programa 2500 con Sergio Martín, Ciudadano García y David Sierra en el Teatro Monumental de Madrid

## Equipo[10][11]
- Dirección y presentación: José Antonio García.
- Subdirección: David Sierra.
- Coordinación: Marta Pérez.
- Realización: Victor Úbeda, Javier Monterde (Monty) y posteriormente Teresa Casamayor.
- Producción: Cristina Salinas "la Cuqui" que sustituyó a Marta Pérez durante una ausencia profesional (2009/2011), Sara Calvo (deja el programa en la temporada 2018/19 para recalar en Las mañanas de RNE), Ana Ramos y Rocío Hernández. A partir de la temporada 2018/2019 se encarga Alejandro Baca con ayuda ocasional de Antonio Rodríguez. Ambos realizan puntualmente tareas de redacción, locución y presentación. Bien entrada la temporada se incorpora Marta Conde.
- Redacción (a lo largo de las temporadas): Daniel Ampuero, Toño Pérez (deja el programa en la temporada 2018/19 pasa a Hoy empieza todo  en Radio 3), David Asensio, Helena Burgos, Lucía Pastor, Alfredo Laín, Ainhoa Caballero, Mario Borrego y Lucía Gascón. A partir de la temporada 2018/2019 entran Ángela Fernández y Antonio Rodríguez.
- Equipo técnico (a lo largo de las temporadas): Hilario Castiella, José Pendón, Mariajo Pérez y Víctor Represa.

## Premios
Premio Antena de oro 2016 a su director y presentador José Antonio García, alias Ciudadano García.

## Secciones del equipo
- La buena noticia del día: Marta Pérez se encarga de traer un par de noticias amables para contrarrestar las noticias "oficiales". Tiene varias subsecciones como La buena noticia animal, La buena noticia "dinosauricia" y El ladrón torpe de la semana.
- El ambientador: Toño Pérez extrae de entre los sonidos del día unas declaraciones, normalmente de personajes relevantes, y lo ambienta con canciones y efectos de sonido relativos al contenido de las declaraciones para descontextualizarlas. La sección la llevaba Sergio Martín hasta su salida del programa. Desaparece en la temporada 2016/2017.
- El boletín del pueblo: Toño Pérez entrevista a vecinos de pueblos pequeños en los que se ha producido una noticia pintoresca para preguntarles como es la vida local con un formato que simula un boletín de noticias, justo después García hace una entrevista al alcalde del pueblo o a una persona relacionada con la noticia en cuestión.
- Fiestas del pueblo: David Asensio investiga sobre las fiestas populares de España que se celebran cada semana. Desaparece en la temporada 2016/2017.
- El santoral: David Sierra lista los santos del día. Solo estuvo en antena la temporada 2012/2013. Esta sección generó cierta polémica entre seguidores y detractores que se resolvió con un referéndum popular con el resultado de que se mantuviera.
- Las noticias: Helena Burgos nos cuenta las noticias al momento en distintos formatos: Sonidos del día, Repaso a los digitales y Teletipos. Desde el comienzo de la temporada 2014/2015 hasta el 25/11/2014 fue sustituida por Mario Borrego que incorporó la sección Noticias torrefactas que se nutre de noticias llamativas e incluso ridículas. Durante un periodo vacacional, a Mario Borrego le sustituyó Alfredo Laín, que se quedó con la sección y a la que, durante el tiempo que la hizo, le añadió como colofón diario un chiste del humorista Eugenio. A partir de la temporada 2016/2017 Helena Burgos añade la subsección "Hemeroteca", donde lee los principales titulares del día pero de un año elegido al azar y nos explica las circunstancias en las que se produjeron.
- Redes sociales: Sara Calvo resume las reacciones de los oyentes en las redes sociales. Tiene una subsección llamada La Crítica (y apodada "La Cisterna de Sara") en la que se leen comentarios críticos de los oyentes.
- "Tritulares": Toño Pérez y David Asensio analizan varios titulares llamativos de la prensa local y hacen montajes de sonido relacionados. Empezó el 30/01/2015
- Resumimos: Marta Pérez resume en los últimos minutos del programa como ha sido este poniendo los fragmentos más interesante del programa del día. Durante su ausencia lo realizan otros miembros del programa.
- El versus: David Sierra compara a dos personas que hacen cosas parecidas, como las cantantes Cecilia y Jeanette, mostrando las diferencias entre estos, esta sección viene de que se confundía a las dos. Sierra suele decir que es "la mejor sección de la radiodifusión mundial" (temporada 2014/2015). En la temporada 2016/2017 se transforma en un concurso en el que dos miembros del equipo tararean alternativamente una canción mientras solo ellos la oyen y dos oyentes que intervienen por teléfono tienen que adivinar de qué canción se trata. Destaca tanto la intervención de Ainhoa Caballero que acaba convirtiéndose en la protagonista de la sección. En la temporada 2016/2017 no reapareció.
- Reflexión: Alfredo Laín rescata de la actualidad varias noticias para realizar, bajo un título que las une y cambia a diario, una reflexión literaria, humorística o filosófica en formato de columna radiofónica. Desde la temporada 2017/2018.
- El Pifostio: Toño Pérez y David Asensio crean una sección de noticias curiosas y llamativas o virales. Tras la salida de Toño Pérez se queda David Asensio al mando y llamándose a partir de 2019 "El pifostio : Reloaded"
- Ochenteros: Helena Burgos y David Sierra rememoran la mítica década de los 80 en España a través de distintos campos del panorama cultural y social. Cada semana elihjen un tema, como "Grandes juicios" o "Premios Goya" y lo sitúan en su contexto. Desde la temporada 2018/2019. En verano de 2019 se interrumpe debido a la programación veraniega y es sustituido por "Una década prodigiosa".
- Una década prodigiosa:  Antonio Rodríguez repasa las distintas décadas desde los 60 del siglo XX hasta la actualidad aludiendo a su entorno histórico y comentando la evolución social y musical de España. Verano de 2019, desde el 24 de junio.

## Secciones de los oyentes
La mayoría de las secciones se basan en la interacción de los oyentes a través del contestador (900 200 777). 
- El rincón del ciudadano: Los oyentes llaman y dice lo que quieran, normalmente una denuncia pública o una reflexión en voz alta. A partir de 2013 tiene una subsección llamada Cosas que me enervan donde los oyentes denuncian esas pequeñas cosas de la vida que los sacan de quicio.
- Veintinueve segundos y medio: El equipo del programa propone un tema y los oyentes llaman en directo para dar su opinión en "29 segundos y medio, que es la mitad de 59 segundos". En la temporada 2014/2015 pasa a llevar la coletilla "más o menos", debido a que con el paso del tiempo, el ciudadano García, fue haciendo el tiempo cada vez más flexible y ya no suelen cortar a los oyentes a los 29,5 segundos.
- Peticiones del oyente: Los oyentes piden que suene una canción, dedicada o no, y el equipo la pone o no. También es clásico que intenten cantarla o la comenten, con lo cual la canción apenas se oye.
- Desafíos de película: Un oyente da los datos que recuerda de una película que quiere encontrar y espera que el resto de oyentes adivine el título y se lo diga.
- Tarareos del oyente: Un oyente tararea una canción que quiere encontrar y espera que el resto de oyentes adivine el título y se lo diga.
- Radio Tienda: Los oyentes regalan un objeto que ya no les hace falta y que, en vez de tirarlo, prefieren que otro oyente lo aproveche. Se sortea, sin notario, entre todos los oyentes interesados.
- La señora agradecida: Surge a partir de una oyente habitual que utiliza el contestador para agradecer, con voz muy dulce, la labor de distintos colectivos sociales o personas. Para participar en esta sección no hace falta ser "la señora agradecida oficial", ni siquiera hace falta ser señora.
- Los amigos de mis amigos: Un oyente manda un saludo a algún conocido y posteriormente García y equipo saludan a coro a ese conocido. Desaparece en la temporada 2016/2017.
- Peloteos del oyente: Es la sección opuesta a La Crítica, en ella se escuchan alabanzas de algún oyente.
- La poesía de los oyentes: Los oyentes leen una poesía y el colaborador literario Luis Alberto de Cuenca la comenta. Comienza en la temporada 2016/2017.
- Cartas a García: Los oyentes escriben a mano cartas que envían por correo postal "a la antigua usanza" y se lee cada día una cuidadosamente seleccionada. Comienza en la temporada 2016/2017.
- El marino que perdió el mar: Un oyente anónimo envía todas las semanas un capítulo del "Diario del marino que perdió el mar" en el que narra sus aventuras vividas a lo largo y ancho de los siete mares. Temporada 2016/2017

## Secciones de los colaboradores
- El vecino cocinillas: Sergio Fernández. Sección de cocina. Durante la temporada 2012/2013 fue El vecino de la panadería.
- El vecino del sótano: Miguel Blanco. Historias de lo oculto y lo paranormal. Temporadas 2010/2012 y 2015 hasta ahora. Como a su vuelta al programa ya había otro vecino del sótano, se queda con la coletilla de "El vecino del sótano Blanco".
- La vecina de la bodeguita: Cristina Alcalá. Vinos y lo que hay alrededor. Temporadas 2011/2012 a 2012/2014.
- El vecino de la azotea: Javier Armentia, director del Planetario de Pamplona. Divulgación científica. Temporada 2012/2013 hasta temporada 2015/2016.
- El vecino del trastero: José Manuel Rodríguez 'Rodri'. Curiosidades sobre la música popular. Normalmente, canciones que giran en torno a un mismo tema. Temporada 2012/2013 hasta ahora.
- El vecino del taller: José Ruiz Moreno, director de Pruebatucoche.es. La sección gira en torno al automóvil, nuevos modelos, usos y legislación. Temporada 2012/2013 hasta ahora.
- La vecina del tercero: Pilar Arzak de Radio 3. Música actual. Temporada 2012/2013.
- Historias Isreales: Israel Espino. Leyendas populares a lo largo y ancho de España y sus variantes regionales. Temporada 2013/2014.
- Literatura infantil: Esther de Lorenzo. Literatura infantil y juvenil, novedades y recomendaciones. Temporada 2013/2014.
- Literatura: Luis Alberto de Cuenca. Literatura de todos los géneros, novedades o recomendaciones clásicas. Temporada 2013/2014 hasta ahora.
- Salud pública: Dr. Jesús Sánchez Martos. Se centra en temas actuales o perennes de salud pública no solo desde el punto de vista médico, sino también político, asistencial o social. Desde la temporada 2013/2014 hasta que fue nombrado consejero de sanidad de la Comunidad de Madrid en junio de 2015.[12] Desde entonces ha colaborado como invitado especial muy ocasionalmente.
- Cine y artes escénicas: Daniel Galindo miembro del área de cultura de los informativos de RNE. Actualidad del cine, teatro, danza, estrenos y festivales. Temporada 2013/2014 y a partir de la 2015/2016 hasta ahora.
- El vecino del sótano: Diego RJ de Radio 3. Música garage rock, surf, frat rock y sus posteriores revivals. Desde la temporada 2013/2014 hasta ahora.
- El tiempo: Mònica López directora del área meteorológica de TVE. En algunas ocasiones la sustituye algún compañero del área. Desde la temporada 2013/2014 hasta la temporada 2014/2015. A partir de entonces sólo realiza un par de colaboraciones como invitada en momentos de grandes cambios de actualidad meteorológica. Comienza otra vez con intervenciones regulares, aunque cambia a los lunes para adelantar el tiempo de la semana. Temporada 2018/2019 hasta ahora.
- Matemáticas: El profesor Letona (José María Martínez López de Letona), director de la Escuela de Pensamiento Matemático “Miguel de Guzmán” cuenta historias sobre las matemáticas y propone un reto para resolver a la semana siguiente Temporada 2013/2014 hasta la temporada 2015/2016 en la que se despide de los oyentes "para jubilarse".
- Música "Calásica": Ricardo de Cala, crítico musical y profesor de la Universidad Complutense de Madrid muestra distintos aspectos de la historia de la música clásica centrándose cada día en un tema concreto, compositores, intérpretes, tipo de cantante. El juego de palabras del nombre de la sección con el apellido del colaborador (calásica, en lugar de clásica) aparece por primera vez el 09/09/2014. Desde la temporada 2013/2014 hasta ahora.
- La sotana metálica: Vicente Esplugues, cura de profesión (de ahí el título de la sección) y gran aficionado a la música heavy metal y el rock duro, repasa la historia de estos géneros. Desde la temporada 2014/2015 hasta ahora.
- Bacalao al pil pil y cultura al tun tun: Alfredo Laín, miembro del área de cultura de los servicios informativos presenta curiosidades alrededor de la cultura en general o en particular. Desde la temporada 2014/2015 hasta la 2015/2016.
- Esta historia me suena: Rafael Bermejo. Momentos clave de la historia en la que estuvo la radio. A través de las grabaciones de las retransmisiones de la época se reviven momentos de la historia donde la radio estuvo presente. Temporada 2014/2015.
- Palabralogía: Virgilio Ortega, editor de profesión y autor del libro del mismo título disecciona las palabras según su origen etimológico y el uso que se les da actualmente. Temporada 2014/2015 (11/11/2014).
- Moda: Rafael Muñoz, colaborador habitual como crítico de moda en TVE y que escribe en la web RTVE.es el blog La vida al bies[13] comienza su colaboración ya bien entrada la temporada 2014/2015 (16/12/2014) y continúa hasta 2018. A partir de entonces sólo hace colaboraciones puntuales.
- Nutrición: Aitor Sánchez García, dietista-nutricionista, y autor del blog 'Mi dieta cojea', desmonta mitos y propone alternativas a las falsas creencias de la nutrición. Desde la temporada 2014/2015 hasta ahora.
- Sucesos: Juan Rada, exdirector de El Caso comenta la crónica negra de la semana y recuerda casos que en su día obtuvieron gran repercusión mediática. Incluye una subsección de "dialecto gansteril".  Desde la temporada 2015/2016 hasta ahora.
- Ciencia: Pepe Cervera, colaborador habitual como divulgador científico en TVE y que escribe en la web RTVE.es el blog Retiario.[14] Desde la temporada 2016/2015 hasta 2018.
- Caras B: Alfredo Laín rescata la biografía de un personaje 'secundario' de la Historia con testimonios del protagonista rescatados del Archivo Sonoro de RNE o declaraciones de personas cercanas o conocedoras del mismo. Desde la temporada 2016/2017 hasta ahora.
- Sexo: Arola Poch, editora del blog La luna de Arola[15] lleva al programa una versión adaptada y más divulgativa de su blog, tratando un tema cada semana. Subsecciones: el sexo a lo largo de la historia y vocabulario del sexo. Desde la temporada 2016/2017 hasta ahora.
- Canción de autor: Fernando González Lucini, con varios libros sobre la canción de autor publicados, trae cada semana un tema, un cantautor o un intérprete para viajar al particular mundo de este género musical. Desde la temporada 2016/2017 hasta ahora.
- Literatura infantil: Maider Díaz, de la librería Chundarata de Pamplona. Literatura infantil y juvenil, novedades y recomendaciones clasificada por géneros y edades recomendadas. Desde la temporada 2018/2019.
- Ciencia: Pedro Gargantilla, médico, escritor y divulgador científico, Jefe de Medicina Interna de El Hospital de El Escorial y profesor de la Universidad Francisco de Vitoria, trata un tema de actualidad y además un esbozo biográfico de "El científico friki". Desde la temporada 2018/2019.